# Наґата (Токіо)
Наґата (яп. 永田町, ながたちょう, наґата-тьо, «квартал Наґата») — місцевість в Японії, у районі Тійода метрополії Токіо. Розташована південніше Імператорського палацу, між вулицями Утіборі на півночі та Сотоборі на півдні. Займає територію височини Яманоте. Головний центр політичного життя Японії. Площа — близько 683 600 м². Населення на 2010 рік — близько 388 000 осіб.

## Короткі відомості
Назва кварталу походить від прізвища заможного самурая Наґати Дендзюро. Протягом періоду Едо його нащадки проживали в цьому районі. Після реставрації Медзі 1868 року їхні приватні садиби перейшли під урядовий контроль і були передані японським збройним силам.
1936 року в Наґаті було збудовано Будинок Парламенту Японії. Це перетворило квартал на головний політичний осередок країни. Окрім парламенту в Наґаті також були збудовані Резиденція Прем'єр-міністра Японії, Депутатські доми обох Палат Парламенту, Національна парламентська бібліотека Японії, урядові будівлі Кабінету Міністрів Японії, а також Святилище Хіє. Колишній будинок Міністерства юстиції, виконаний з червоної цегли, занесений до цінних культурних пам'яток Японії.
Через Наґату пролягають основні лінії Токійського метро: Маруноуті, Тійода, Юракутьо, Хандзомон і Намбоку. На півночі та сході кварталу проходить внутрішній кільцевий швидкісний автошлях Токіо. Вся територія Наґати озеленена.